# 그레이트 월 (영화)
《그레이트 월》(영어: The Great Wall, 중국어 간체자: 长城, 정체자: 長城)은 2016년 공개된 미국과 중국 합작 영화이다.

## 줄거리
북송 인종 재위 기간에 일단의 유럽 용병들이 흑색화약을 찾아 중국으로 여행한다. 만리장성 북쪽 몇 마일 지점에서 그들은 괴물에게 공격받는다. 아일랜드인 윌리엄 가린과 스페인인 페로 토바르만이 살아남는다. 그들은 괴물의 팔을 자르고 그것을 가지고 간다.
만리장성에 도착하자마자 그들은 샤오 장군과 왕 전략가가 이끄는 무명 부대에 포로로 잡힌다. 무명 부대는 운석에서 유래하여 60년마다 한 번씩 공격하는 외계 괴물인 도철에 맞서 싸우기 위해 존재한다. 부대 지휘관들은 괴물들의 첫 공격이 일주일 일찍 시작된 것에 놀란다.
얼마 지나지 않아 도철 무리가 만리장성을 공격한다. 전투 중에 가린과 토바르는 25년 전 동쪽으로 와서 계속 머물고 있던 영국인 발라드에 의해 풀려난다. 가린과 토바르는 놀라운 전투 기술을 선보이며 젊은 전사 펑융의 목숨을 구하고 괴물 두 마리를 죽여 부대의 존경을 얻는다. 괴물들의 여왕이 공격을 중단하기 전까지 양측은 막대한 손실을 입는다. 세 유럽인들은 다음 괴물 공격 시에 흑색화약을 훔쳐 도망칠 계획을 비밀리에 세운다.
그날 밤, 도철 두 마리가 만리장성 꼭대기에 도달한다. 샤오 장군은 죽임을 당하고, 린 사령관에게 무명 부대 지휘권을 맡긴다. 수도에서 온 사절이 고대 두루마리를 가지고 도착하는데, 이는 괴물들이 자석에 의해 진정된다는 것을 암시한다. 왕은 가린이 가지고 있는 자철석이 그가 마주친 도철을 죽일 수 있게 했다고 믿는다. 가설을 시험하기 위해 그는 도철을 산 채로 잡자고 제안하고 돕는 데 동의한다. 이로 인해 탈출 계획이 지연되어 토바르를 화나게 하지만, 그는 가린을 돕는 데 동의한다.
도철과의 새로운 싸움에서 서양인들은 괴물을 붙잡고 이론을 증명한다. 그러나 황실 사절은 그 생물을 자신의 것이라고 주장하며 황제에게 바치기 위해 수도로 가져간다.
이전 공격들이 도철이 만리장성 기지에 터널을 파기 위한 속임수였다는 것이 밝혀진다. 린이 조사하는 동안 토바르와 발라드는 흑색화약을 훔쳐 도망치고, 그들을 막으려던 가린을 기절시킨다. 가린은 명백한 배신으로 체포되어 투옥된다.
얼마 떨어지지 않은 곳에서 토바르는 발라드에게 버려지는데, 발라드는 우연히 화약을 점화시킨 산적들에게 붙잡혀 죽임을 당한다. 수도에서 사절은 붙잡힌 도철을 황제에게 바친다. 그 생물은 깨어나 자신의 위치를 여왕에게 알리고, 여왕은 도철에게 공격 신호를 보낸다.
린은 열기구를 사용하여 수도에 경고를 서두르라고 명령하고, 출발하기 전에 가린을 풀어준다. 왕은 그에게 바깥세상에 경고하라고 말하지만, 그는 펑과 왕과 함께 마지막 열기구에 탑승한다. 그들은 린이 잡아먹히는 것을 구하기 위해 제시간에 도착한다. 왕은 잡힌 도철에 폭발물을 묶고 여왕에게 전달될 고기를 주어 여왕을 죽이는 계획을 제안한다. 도중에 도철 무리가 일행을 공격하고, 펑은 다른 사람들을 구하기 위해 자신을 희생한다.
잡힌 도철을 풀어준 후 린과 가린은 탑을 올라 폭발물 화살로 폭발물을 터뜨린다. 가린의 화살 두 발은 도철 여왕의 경호원들에게 빗나가고, 왕은 린과 가린이 위층에 도달할 시간을 벌기 위해 자신을 희생한다.
마지막 순간에 가린은 자석을 무리 속으로 던져 방패에 틈을 만들고, 린의 창이 마지막 폭발물을 통과하게 한다. 여왕은 죽고, 나머지 무리도 죽는다. 가린은 집으로 돌아가는 것이 허락되고, 흑색화약 보상 대신 토바르를 데려가기로 선택하는데, 이는 토바르를 매우 짜증 나게 한다.

## 출연
- 맷 데이먼 - 윌리엄 가린
- 징톈 - 임매
- 페드로 파스칼 - 페로 토바
- 윌럼 더포 - 밸러드 경
- 류덕화 - 왕참모
- 장한위 - 소장군
- 펑위옌 - 오장군
- 루한 - 팽용
- 린겅신 - 진장군
- 천쉐둥
- 황쉬안 - 등장군
- 왕쥔카이 - 황제(송 인종)
- 정카이 - 심대인

## 같이 보기
- 드래곤 블레이드